# Alice Rey Colaço
Alice Rey Colaço (Lisboa, 11 de Julho de 1890 — Lisboa, 13 de Junho de 1978) foi uma pintora, ilustradora modernista, cantora lírica, cenógrafa e figurinista portuguesa.

## Biografia

### Primeiros Anos
Alice Schmidt Lafourcade Rey Colaço nasceu na casa de sua família, na Rua da Lapa, nº 70, em Lisboa, no dia 11 de julho de 1890, sendo filha do pianista e compositor Alexandre Rey Colaço e de Alice Schmidt Constant Lafourcade, filha do cônsul alemão em Valparaíso, Chile, Hermann G. Schmidt e da francesa Marie Alice Constant Lafourcade. Era a segunda das quatro filhas do casal, sendo irmã das pianistas Jeanne e Maria Rey Colaço e da actriz Amélia Rey Colaço. Era tia da actriz Mariana Rey Monteiro, sendo ainda familiar do pintor e ceramista Jorge Colaço, casado com a poetisa Branca de Gonta Colaço e pai da escultora Ana de Gonta Colaço e do escritor Tomás Ribeiro Colaço. Sendo membro de umas das famílias mais cultas e respeitadas da burguesia lisboeta, este factor fez com que Alice e as suas irmãs tivessem uma forte educação artística e cultural, participando frequentemente em saraus, recitais, peças de teatro e espectáculos de dança desde tenra idade, surgindo assim a sua inclinação artística.

### Formação e Carreira Artística

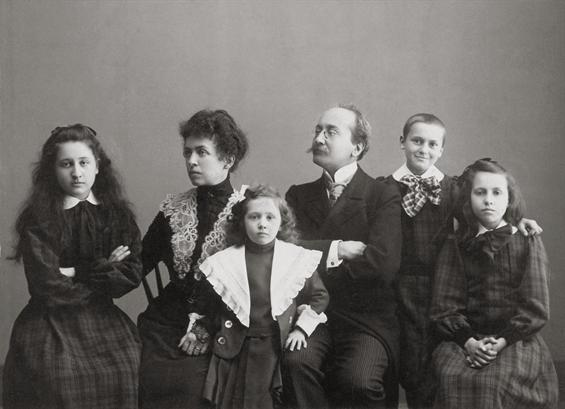
Retrato da família Rey Colaço (da esquerda para a direita: Maria Rey Colaço, Alice Lafourcade, Amélia Rey Colaço, Alexandre Rey Colaço, Jeanne Rey Colaço e Alice Rey Colaço)

Apesar de se desconhecer o ano exacto, muito cedo foi discípula de Columbano Bordalo Pinheiro, pintor naturalista e realista de grande renome com quem a família convivia frequentemente, e de Carlos Reis, mestre do rei D. Carlos I e da rainha D. Amélia, prosseguindo os seus estudos artísticos em Paris e em Berlim.
De regresso a Portugal, no ano de 1913, Alice Rey Colaço começou a expor o seu trabalho e realizou a sua primeira exposição no Salão da Ilustração Portuguesa, em parceria com a sua amiga e artista Mily Possoz. As duas pintoras realizaram nos anos seguintes várias exposições juntas, nomeadamente na II Exposição dos Modernistas, no Porto, em 1916, e no Salão Bobone, em 1919. As obras que apresentou demonstravam já a sua predilecção por motivos e figuras populares como varinas e vendedoras de fruta, aprofundando os temas da vida do quotidiano na sua exposição individual realizada em 1922.
Dotada também para a música, frequentou o Conservatório Nacional de Música, ao lado das irmãs Jeanne e Maria Rey Colaço, e apresentou-se em 1916 como cantora de canto lírico na Sala do Automóvel Club, acompanhada ao piano pelo seu pai, Alexandre Rey Colaço, onde cantou lieder de Beethoven. Em abril de 1917, voltou a actuar, dessa vez no Grémio Literário de Lisboa, onde cantou temas de Schubert e Debussy.
A partir de 1918 dedicou-se sobretudo à ilustração, onde demonstrou a sua preferência por temas ligados à natureza e aos costumes ou tradições populares, comprovados pelas inúmeras ilustrações que realizou em vários postais e revistas, como a Ilustração Portuguesa ou ABC: revista portuguesa, assim como para livros de vários autores e dramaturgos, tais como "João Pateta" (1922) de Adolfo Coelho, "Os Lobos: tragédia rústica em três partes" (1919) de Francisco Lage e João Correia d'Oliveira ou "Contos e Lendas da nossa Terra" (1924) e "Terra portuguesa" (1926) de Maria da Luz Sobral, entre outros. Nessas obras, as figuras que desenhou apresentavam corpos esbeltos, caras alegres sem contornos e as roupas sem texturas, o que colocou Alice Rey Colaço na vanguarda da geração modernista em Portugal. As características etnográficas e sociais que estão presentes na sua obra, levaram a que a série de postais por ela criada fosse apropriada pelo Estado Novo nas suas campanhas de propaganda, nomeadamente pelo Secretariado Nacional de Informação (SNI) e o Secretariado da Propaganda Nacional (SPN).
Simultaneamente, começou a trabalhar como figurinista e cenógrafa, integrando um grupo de artistas inovadores que introduziram uma nova estética teatral em Portugal. Neste âmbito, colaborou com José Leitão de Barros, Maria Adelaide de Lima Cruz, Jorge Barradas e Milly Possoz, e fez parte das equipas técnicas das peças de teatro "Sonho de Uma Noite de Agosto" (1919), protagonizado pela sua irmã Amélia Rey Colaço, "Zilda" de Alfredo Cortez (1921) ou ainda "Os Cegos" de Francisco Lage e João Correia d'Oliveira (1923). Multifacetada, colaborou ainda no cinema português, tendo realizado o grafismo dos intertítulos do filme mudo "Os Lobos" (1923), realizado por Rino Lupi.

### Casamento
No ano de 1924, Alice Rey Colaço casou com Horácio Paulo Menano, médico, naturalista e professor universitário, irmão do compositor e intérprete da canção de Coimbra António Menano. Teve quatro filhos do seu casamento, Horácio (1925), Cecília (1926), Manuel (1928) e Isabel (1932). Nesse mesmo ano, Alice cessou a sua actividade como artista plástica, dedicando-se exclusivamente à família e à sua carreira no canto lírico.

### Fim de Vida
Faleceu em Lisboa, a 13 de Junho de 1978, com 85 anos de idade. Encontra-se sepultada no Cemitério dos Prazeres.

## Exposições
- 1913 - Salão da Ilustração Portuguesa com a artista Mily Possoz.
- 1916 - Galeria das Artes em Lisboa e outras exposições organizadas pelo arquitecto José Pacheko, ao lado de Jorge Barradas, Almada Negreiros e Stuart Carvalhais.[24]
- 1916 - II Exposição dos Modernistas, no Porto.
- 1919 - Salão Bobone, novamente ao lado de Mily Possoz.[25]
- 1919 - III Salão dos Humoristas, no Porto.
- 1919 - XVI Exposição de Pintura, Escultura, e Arquitectura da Sociedade Nacional de Belas Artes.[26]
- 1922 - Galeria das Artes em Lisboa.

## Breve selecção de obras

### Ilustrações
- a partir de 1910 - Série de Postais "Os Pregões de Lisboa"
- 1919 - "Cantigas de Portugal" de Alexandre Rey Colaço
- 1919 - "Os lobos, tragédia rústica em três actos" de Francisco Lage e João Correia d'Oliveira[27][28]
- 1922 - "João Pateta" de Adolfo Coelho[29]
- 1924 - "Contos e lendas da nossa terra para crianças" de Maria da Luz Sobral e Carolina Michaelis de Vasconcelos[30]
- 1926 - "Terra portuguesa" de Maria da Luz Sobral[31]

### Figurinista e Cenógrafa
- 1919 - Desenha o figurino da sua irmã Amélia Rey Colaço para a peça "Sonho de uma noite de Agosto" de Gregorio Martínez Sierra[32]
- 1921 - Desenha a cenografia da peça "A casa da boneca" no Teatro Nacional de São Carlos[33]
- 1921 - Desenha a cenografia da peça "Zilda" do dramaturgo e magistrado Alfredo Cortês[34][35]
- 1923 - Desenha a cenografia da peça "Os Cegos" de Francisco Lage e Joaquim Correia d'Oliveira[36]
- 1923 - Desenhou os figurinos da peça "A Dama das Camélias", obra de Alexandre Dumas, produzida pela Companhia de teatro Rey Colaço[37]

## Legado e Homenagens
- As suas obras encontram-se em colecções particulares ou museológicas, sendo possível ver alguns exemplares no Museu Nacional do Teatro e da Dança ou no Museu Nacional de Arte Contemporânea do Chiado em Lisboa.
- Em 2018, vários livros ilustrados por Alice foram expostos no Museu Calouste Gulbenkian, no âmbito de uma exposição dedicada a às "Ilustradoras Modernistas do inicio do século XX".
- Em 2019, a sua obra integrou a nova exposição "As Mulheres na Colecção Moderna. De Sonia Delaunay a Ângela Ferreira 1916-2018", com a curadoria de Patrícia Rosas, que recorreu ao acervo da Fundação Calouste Gulbenkian para expor obras de Alice Rey Colaço, Sarah Afonso e Raquel Roque Gameiro, entre outros nomes.
- No mesmo ano, foi realizada uma exposição comemorativa dos "120 anos do nascimento de Amélia Rey Colaço" no Teatro Nacional D. Maria II, que contou com parte do espólio fotográfico e pessoal realizado pela sua irmã Alice Rey Colaço.